# Goosebumps (HVME)
Goosebumps è un singolo del produttore discografico spagnolo HVME, pubblicato il 12 giugno 2020.

## Descrizione
Si tratta di una versione remix deep house dell'omonimo brano di Travis Scott.

## Tracce
Testi e musiche di Brock Korsan, Daveon Jackson, Jacques Webster, Kendrick Duckworth, Ronald LaTour, Tim Gomringer e Kevin Gomringer.
Download digitale
1. Goosebumps – 2:43

Download digitale – Remix
1. Goosebumps (con Travis Scott) (Remix) – 2:42

## Successo commerciale
Nella Hot Dance/Electronic Songs statunitense datata il 9 gennaio 2021 Goosebumps ha raggiunto la 9ª posizione grazie a 1,8 milioni di stream. Ha in seguito conquistato la vetta della classifica, grazie all'aiuto della versione realizzata con Scott, totalizzando 7,6 milioni stream e 1 000 download digitali, sufficienti a far salire il brano dalla 73ª alla 63ª posizione della Billboard Hot 100 nella pubblicazione del 13 febbraio 2021.
In Canada, invece, è stato il singolo dance o di musica elettronica più consumato durante la prima metà del 2021 con oltre 253 000 unità e quello più popolare del suddetto genere dell'intero anno.

## Classifiche

### Classifiche settimanali
| Classifica (2020-23) | Posizione massima |
| -------------------- | ----------------- |
| Australia            | 5                 |
| Austria              | 25                |
| Belgio (Fiandre)     | 14                |
| Belgio (Vallonia)    | 18                |
| Bielorussia          | 162               |
| Canada               | 10                |
| Croazia              | 87                |
| Danimarca            | 17                |
| Finlandia            | 20                |
| Francia              | 10                |
| Germania             | 14                |
| Grecia               | 7                 |
| India                | 5                 |
| Irlanda              | 4                 |
| Islanda              | 24                |
| Italia               | 92                |
| Lituania             | 10                |
| Norvegia             | 22                |
| Nuova Zelanda        | 23                |
| Paesi Bassi          | 9                 |
| Polonia              | 98                |
| Portogallo           | 7                 |
| Regno Unito          | 8                 |
| Repubblica Ceca      | 45                |
| Russia               | 2                 |
| Slovacchia           | 18                |
| Spagna               | 63                |
| Stati Uniti          | 47                |
| Sudafrica            | 6                 |
| Svezia               | 24                |
| Svizzera             | 12                |
| Ungheria             | 9                 |

### Classifiche di fine anno
| Classifica (2021) | Posizione |
| ----------------- | --------- |
| Australia         | 17        |
| Belgio (Fiandre)  | 52        |
| Belgio (Vallonia) | 78        |
| Canada            | 17        |
| Danimarca         | 52        |
| Francia           | 21        |
| Germania          | 65        |
| India             | 15        |
| Irlanda           | 27        |
| Islanda           | 38        |
| Paesi Bassi       | 89        |
| Portogallo        | 18        |
| Regno Unito       | 31        |
| Russia            | 7         |
| Svizzera          | 26        |
| Ungheria          | 29        |
| Classifica (2022) | Posizione |
| Russia            | 82        |